# Before Sunrise
Before Sunrise is een film uit 1995, geregisseerd door Richard Linklater met in de hoofdrollen Ethan Hawke en Julie Delpy. Het is de eerste film uit de Before-trilogie. 

## Verhaal
De Franse studente Celine en de Amerikaanse toerist Jesse ontmoeten elkaar in de trein van Boedapest naar Wenen. De twee voelen onmiddellijk een klik. Ze besluiten samen de dag en nacht  in Wenen door te brengen voor Jesse’s vliegtuig de volgende morgen vertrekt. Al wandelend door Wenen delen ze hun hoop, dromen, geschiedenis en zorgen met elkaar. Celine en Jesse worden verliefd, en halen alles uit de tijd die hun rest tot Jesse zijn vliegtuig moet halen.

## Ontvangst

### Recensies
Op Rotten Tomatoes geeft 100% van de 46 recensenten de film een positieve recensie, met een gemiddelde score van 8,40/10. De film kreeg het label "certified fresh" (gegarandeerd vers). De consensus luidt: "Thought-provoking and beautifully filmed, Before Sunrise is an intelligent, unabashedly romantic look at modern love, led by marvelously natural performances from Ethan Hawke and Julie Delpy" (vertaald: "Tot nadenken stemmend en prachtig gefilmd, is Before Sunrise een intelligente, ongegeneerde romantische kijk op moderne liefde, geleid door wonderbaarlijk natuurlijke vertolkingen van Ethan Hawke en Julie Delpy"). Website Metacritic komt tot een score van 77/100, gebaseerd op 18 recensies, wat staat voor "Generally favorable reviews" (over het algemeen gunstige recensies).
NRC gaf een positieve recensie en prees het spel van Hawke en Delpy: "Iedereen (...) zal genieten van de uitstekend geschreven dialogen. Heel diep graven ze niet, maar de onderwerpen - ouders, idealen, man-vrouw relaties, reïncarnatie - zijn fraai toegesneden op begin-twintigers. Dat al dat gepraat blijft boeien, is te danken aan de twee acteurs. Julie Delpy en Ethan Hawke (...) vormen een wel heel aanstekelijk koppel."

## Rolverdeling
| Acteur                 | Personage      |
| ---------------------- | -------------- |
| Ethan Hawke            | Jesse          |
| Julie Delpy            | Céline         |
| Andrea Eckert          | vrouw op trein |
| Hanno Pöschl           | man op trein   |
| Karl Bruckschwaiger    | jongen op brug |
| Tex Rubinowitz         | jongen op brug |
| Erni Mangold           | handpalm lezer |
| Dominik Castell        | straatpoeet    |
| Haymon Maria Buttinger | barman         |
| Bilge Jeschim          | buikdanseres   |
| Adam Goldberg          | slapende man   |

### Prijzen en nominaties
De film won 1 prijs en werd voor 7 andere genomineerd. Een selectie:
| Jaar | Evenement              | Categorie                          | Genomineerde      | Resultaat   |
| ---- | ---------------------- | ---------------------------------- | ----------------- | ----------- |
| 1995 | Berlijn (45ste editie) | Gouden Beer                        | Before Sunrise    | Genomineerd |
| 1995 | Berlijn (45ste editie) | Zilveren Beer voor beste regisseur | Richard Linklater | Gewonnen    |

## Vervolg
In 2004 is een vervolg gemaakt op de film: Before Sunset. Jesse en Celine ontmoeten elkaar na 9 jaar opnieuw, deze keer in Parijs.
In 2013 verscheen het derde deel Before Midnight Negen jaar na hun vorige ontmoeting treffen we Jesse en Celine in Griekenland.